# Silphoictidoides
Silphoictidoides es un género extinto de terápsidos terocéfalos carnívoros.